# ウェストミンスター・システム

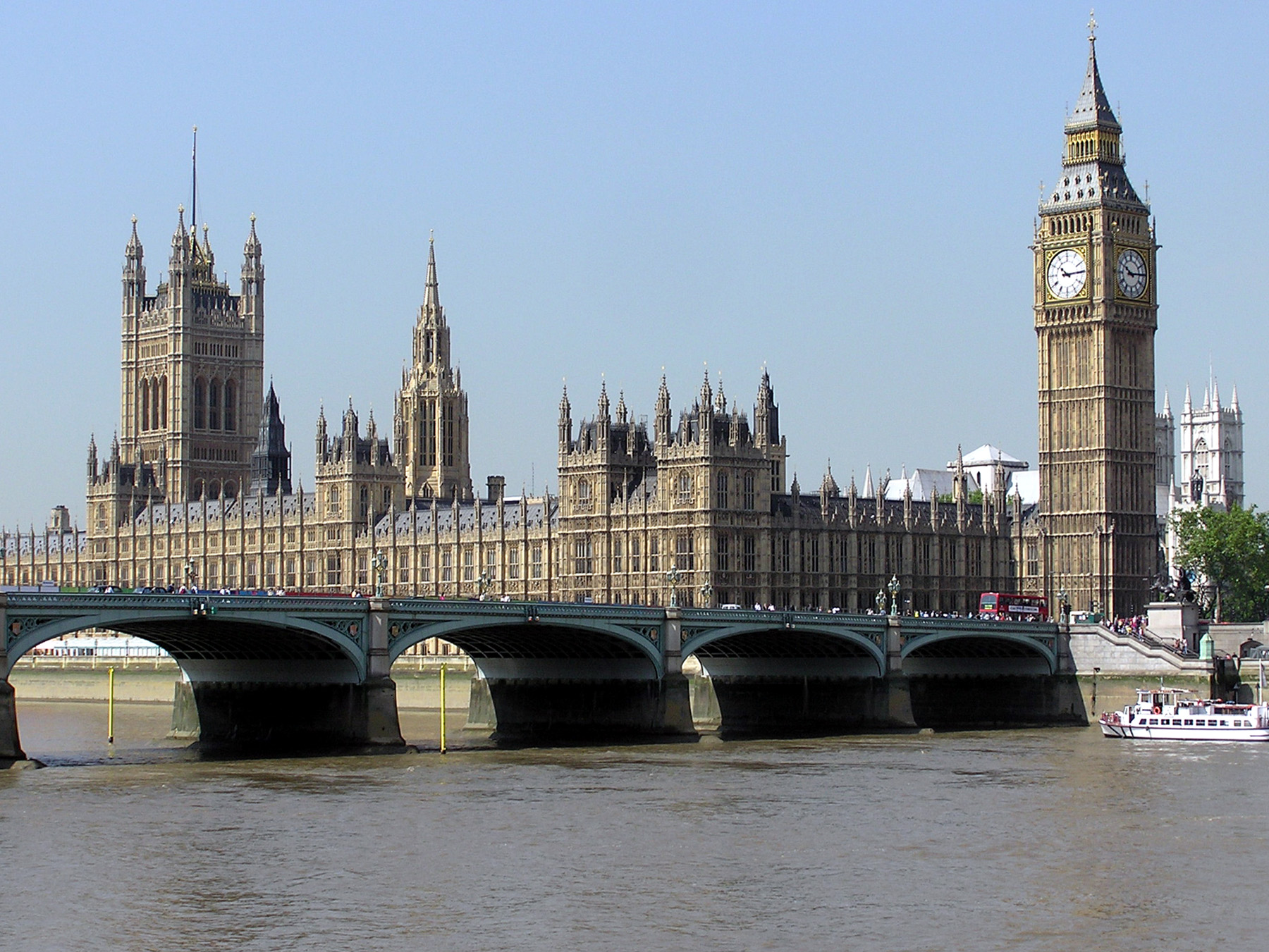
イギリス議会の議場であるウェストミンスター宮殿

ウェストミンスター・システム（英語: Westminster system）とは、イギリスにおける制度を範とする議院内閣制のモデルである。

## 概説
イギリスで形成された多数決主義的な議会制民主主義を指す概念である。その定義は一つに定まってはいないが、1688年の名誉革命から第二次世界大戦後までの、イギリスの長い議会政治の伝統の中で培われてきた制度や慣行の特徴を指すものと理解することができる。
ディビット・リチャーズとマーティン・スミスは、ウェストミンスター・システムの主要な性格として、議会主権、自由で公正な選挙を通じた説明責任、多数党による行政府のコントロール、強い内閣、大臣責任制、官僚の無党派性、の6点を挙げた。
また、議論の文脈や比較対象によって、特定の側面に着目したいくつかの定義に分かれる。
ウェストミンスター・システム（一元主義型議院内閣制）
国家元首（国王・大統領）は実質的な統治権を持たず、首相率いる内閣が行政権の実権を持つ（一元主義型議院内閣制）。国家元首が首相・内閣を罷免、議会の解散権を持つ半大統領制に対比する。
ウェストミンスター・システム（多数決型民主主義）
議会で過半数の議席を持つ政党の党首が首相として内閣を組織する（多数決型民主主義）。過半数をもつ政党が存在せず、複数の政党により内閣が運営されるコンセンサス・システム（多極共存型民主主義）に対比する。

## 歴史
ウェストミンスター・システムは現在まで一貫して採用され続けている議院内閣制モデルとしては最古のものである。イギリスの議会政治の中で発展し、カナダやオーストラリアの帝国植民地（独立後のイギリス連邦加盟国）に普及したほか、日本の憲政の常道など世界各国に影響を与えていった。
イギリスにおいて議院内閣制が成立したのは18世紀初頭であるとされる。19世紀に入ると、保守党と自由党による二大政党制が形成され、小選挙区制が整備された。また、首相が実質的な庶民院(下院)の解散権を持つようになったのもこの頃である。その後、1911年、1949年の議会法改正を通じて、貴族院(上院)に対する庶民院の優位が確立した。第二次世界大戦後は保守党と労働党による二大政党制が確立し、ウェストミンスター・システムは安定期を迎えた。このような長期にわたる過程を経て、徐々に要素を備え、形作られていったため、常に未完のものであるという見方もできる。
ウェストミンスター・システムの特徴はイギリス連邦諸国へと輸出された。また、アジアやアフリカ、カリブ海の旧イギリス植民地が独立する際にも、多く採用された。

## 制度

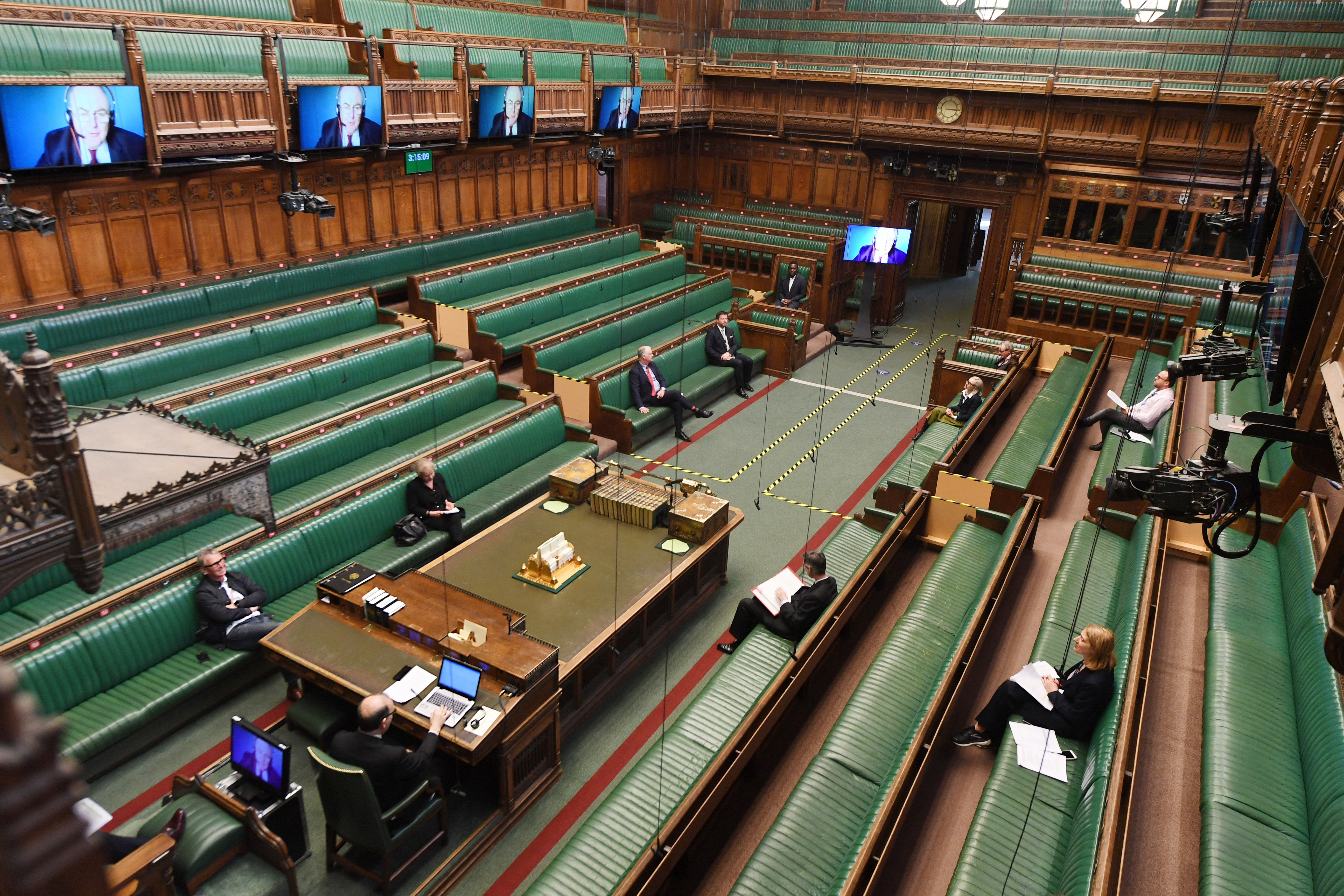
イギリス庶民院

- 主権者または国家元首は名目上・法律上・憲法上の行政権の保持者として機能し、多くの留保権力（英語版）を保持している。たとえば、議会多数派の指導者が定まらない場合などの例外的な状況で、元首が自らの判断で首相を任命する権限は保持している。しかし、実際にそのような留保権力が行使されることはごく稀であり、その日常の職務は主に儀礼的機能の遂行である。
  - そのような国家元首の例としては、イギリス王チャールズ3世や、英連邦王国内の総督、あるいは多くの国における大統領、そして連邦制における州や地方の知事などである。
  - 留保権力の内容は国により異なり、例外的には日本の天皇やイスラエルの大統領は法律上も事実上も儀礼的な地位であり、いかなる留保権力も保持していない。
- 政府の長 (または行政府の長)は、国により内閣総理大臣、首相、プレミア、首席大臣、第一大臣などの名称で呼ばれる。国家元首が政府の長を任命するものの、憲法上の慣例により、選挙で選ばれた国会議員の過半数が支持する人物が任命されねばならないとされている[4]。選挙で選ばれた国会議員の半数以上が同じ政党に所属している場合、通常はその政党の国会議員のリーダーが首相に任命される[4]。
- 政府の長が率いる行政府は通常、立法府の議員と内閣の高級官僚で構成され、内閣連帯責任原則に従う。これらのメンバーが、名目上または理論上の行政権の保持者（主権者）の代理として行政権を執行する。
- 独立した無党派の公務員は、選挙で選ばれた政府の決定について助言し、その決定を執行する。公務員は終身雇用的に任用されており、能力主義に基づく選考プロセスと、政権が変わっても雇用の継続を期待できる[5]。
- 複数政党制における野党が認められ、野党第一党の領袖は公的な野党領袖(leader of the opposition)として、一般的に敵対的な役割を担い[6] 、政府の政策に反対する議論を展開する。一部の国では、この「野党領袖」は、政府首脳が空席になった場合に政府を樹立する準備ができていることが期待されている。
- 立法府は、多くの場合は二院制であるが一院制も存在し、少なくとも一つの議院は選挙で選ばれる。伝統的に、下院は一つの選挙区から一人だけが当選する小選挙区制を用いて選出される。これが今でも一般的であるが、比例代表制 (イスラエル、ニュージーランド、デンマークなど)、小選挙区比例代表並立制(日本、イタリアなど)、または優先順位付投票制 (パプアニューギニア、オーストラリアなど) を使用する国もある。
- 議会の下院 は、予算の否決、不信任決議の可決、または信任決議の否決により、政府を解任する権限を持つ。
- 首相は（元首の名の下に）下院をいつでも解散することが可能で、解散総選挙が実施される。
- 首相は内閣への信任権を持つ議院の議員であることが望まれる。就任時に議席がない場合は次期総選挙で立候補することが例である。
- 議会の権利として、議会が適切と認めればいかなる問題も議論することができる。
- 議員特権の付与。これにより立法府は、名誉毀損的な発言やその記録から生じる結果を恐れることなく、当面の問題にとって関連があると考えられるあらゆる問題について議論することができる。
- 議事録の作成。議会はこの議事録から議論を抹消する権限を持つ。
- 裁判所は判例法の制定を通じて、法律が無い場合や、曖昧な場合に対処できる。衡平法として知られる、別の並行した法原則のシステムも存在する。例外として、インド、カナダのケベック、英国のスコットランドなど、判例法と他の法体系を混合している国がある。

ウェストミンスター・システムの手続きのほとんどは、イギリス議会の慣例、慣行、および先例に由来しており、これらはイギリス憲法の一部を形成している。不文憲法であるイギリス憲法とは異なり、ウェストミンスター・システムを採用しているほとんどの国では、少なくとも部分的には成文憲法で制度を成文化している。
しかし、多くの憲法において、手続きにおける重要な要素が規定されていないため、依然として多くの国で成文化されていない慣例、慣行、および先例が重要な役割を果たしている。例えば、ウェストミンスター・システムを採用している古い憲法の中には、内閣や首相の存在について言及していないものがある。これは、それらの役職がこれらの憲法の起草者により至極当然のものと考えられていたためである。時には、これらの慣習、留保権力、およびその他の影響が危機の際に衝突し、そのようなときには、成文化されていないウェストミンスター・システムの弱点の側面と、それと同時にウェストミンスター・システムが持つ柔軟性の強みが試される。わかりやすい例として、1975年のオーストラリア憲法危機では、オーストラリア総督のジョン・ロバート・カーがゴフ・ホイットラム首相を解任し、野党領袖のマルコム・フレーザーを後任に据えた。

### ウェストミンスター・システムの典型的な構造の概要
| 形式   | 二院制 (いくらかは一院制) | 上院は選挙あるいは任命により構成され、法律を承認[および/または]精査する。 - 上院、立法評議会、貴族院、参議院など |
| 形式   | 二院制 (いくらかは一院制) | 下院は選挙により構成されて国民を代表し、(通常は）下院が法案審議を開始する。 - 下院、立法議会、庶民院、衆議院など |
| 指導者 | 国家元首                  | 君主（知事や総督などの副王により代理されることもある）または儀礼上の大統領。 |
| 指導者 | 政府の長                  | 通常、下院（一院制の場合は議会）の最大政党の党首。 - 主権国家の首相 - 連邦制における州、地方、地域の首相・総理大臣 - その他の称号には、第一大臣、最高執政官、閣僚評議会議長などがあります。 |
| 指導者 | 立法府の議長              | 上院議長 |
| 指導者 | 立法府の議長              | 下院議長 |
| 全般   | 政府                      | 下院（一院制の場合は議会）における最大政党または連立政権により構成され、政府の長が率いる。 - 行政府の大臣は（通常）政権与党または連立政権のメンバーから、政府の長により選ばれる。二院制の場合、どちらの院からも選出されうる。 - 内閣は最上級の大臣たちにより構成されるが、いくらか公務員が含まれる場合もある。 - 政党のない議会では、大臣たちは首相により選出されるか、または一般議員の選挙により選出される。 - 政府(内閣)は議会に参加し、議会に対して責任を負う。議会に対して報告し、説明責任を負う（特に二院制の場合は下院に対して）(責任政府)。 |
| 全般   | 野党                      | 野党領袖が野党を率いる。影の内閣は、議会の最大野党または野党連合の、選挙で選出された議員から構成され、党首（野党党首）により選出される。 |
| 全般   | 公務員                    | 政治的に独立しており、国民のために各種の政府機関（医療、住宅、教育、防衛）で働く。 |
| 全般   | 武力                      | 国の防衛組織。 |

## 運用
ウェストミンスター・システムにおける行政機能のパターンは非常に複雑である。本質的に、国家元首 (通常は君主または大統領) は、このシステムにおける理論上、名目上、または法律上の行政権力の源泉となる儀礼上の象徴である。名目的には国家元首の名の下に行政権力が行使されるものの、実際には国家元首が積極的に行政権力を行使することはない。
政府の長は、通常は首相またはプレミアと呼ばれ、理想的には責任議院の過半数の支持を得ており、いかなる場合でも政府に反対する絶対多数が存在しないようにする必要がある。議会が不信任決議を可決した場合、または予算などの重要な法案の可決を拒否した場合、政府は辞任して別の政府が任命されるようにするか、議会を解散して政府への信認を問うための総選挙が行われるようにする必要がある。
ウェストミンスター・システムにおける行政権は、法律上は閣僚の大臣も含んだ内閣全体として行使するが、実際には、政府の長が行政権を支配している。なぜなら、政府の長は、閣僚の任命や解任を含む行政権の行使に関して、国家元首に最終的に助言する人物だからである（憲法慣例による）。つまり、首相は閣僚をいつでも交代させられるし、内閣改造において「業績不振」を理由に別のポストに異動（「降格」）させることもできる。この結果、個々の閣僚は事実上、首相の意に沿って働くことになるので、内閣は首相に強く従属することになる。
英国では、首相と内閣が実質的に行政権を行使しているものの、理論的には元首が行政権を保持している。インドのような議会共和制では、行政権は基本的に首相と連邦閣僚評議会により確立されているものの、法律上の行政権は大統領が持っている。
そのことを示す例として、首相と内閣（システムにおける事実上の執行機関）は、一般的に行政機能を遂行する際に国家元首の裁可を求めねばならない。例えばもしイギリスの首相が総選挙を実施するために議会を解散したい場合、首相は憲法上、その希望を実現するためには元首に裁可を求める義務がある。しかし、現代の元首は事実上常に首相の助言に従い、自らの権力は持たない。これは、英国国王が立憲君主であるためである。つまり、危機の際に留保権力を行使する場合を除き、元首は大臣の助言に従う。政府を任命および解任し、政府で働く大臣たちを任命し、外交官を任命し、宣戦し、条約に署名する君主の権限は、（君主が法的に持つその他の権限の中でも特に）国王大権として知られており、現代では首相の助言に基づく場合にのみ君主が行使する。
この慣習は、イギリス植民地支配の名残として、ウェストミンスター・システムを採用している世界中の他の国や地域でも見られる。カナダ、オーストラリア、ニュージーランドなどの英連邦王国では、英国であれば元首が自ら行うであろう日常業務を、総督が代わりに行っている。そのような国では、英国の制度と同様に、首相は行政決定を実施する際に総督の正式な裁可を求める義務がある。
インドやトリニダード・トバゴなどのイギリス連邦の共和制国家にも同様のシナリオが存在し、そこでは総督と同様の役割を大統領が果たしている。
イスラエルと日本はこれと違い、これらの国では行政権が法律上も事実上も内閣に与えられており、国家元首は法律上も事実上も儀礼的な象徴的存在である。つまり首相は行政決定を実施する完全な法的権限を持ち、大統領（イスラエル）や天皇（日本）による承認は必要ない。これらの国の首相は、(「事実上」だけなく)「法律上」も完全なる行政権力の源泉であるが、国家元首ではない。
国家元首は、政府の政策を把握し、大臣たちの行動について助言、相談、警告する手段として、政府および内閣の長と頻繁に会合を持つ。このような慣行は英国とインドで行われている。英国では、元首は首相と毎週秘密会合を持ち、政府の政策について議論し、その日の課題について意見や助言を提供する。インドでは、前述の英国の慣行と同様に、首相は大統領と定期的に会合を持つよう憲法で義務付けられている。本質的に、国家元首は理論上の行政権者として「君臨すれども統治せず」のルールに従う。このフレーズは、政府における国家元首の役割は一般的に儀礼的であり、その結果、行政権を直接確立しないことを意味する。国家元首の留保権力は、彼らの希望の一部に従わせることを確実にするには十分である。しかし、そのような権限の範囲は国によって異なり、しばしば議論の対象となっている。
このような行政の仕組みはイギリスで最初に現れた。歴史的には、イギリスの君主がすべての行政権限を保持し、直接行使していた。イギリスのジョージ1世（在位1714～1727年）は、ドイツのハノーファーの君主でもあり、英語を流暢に話せなかったことが主な理由となって、一部の行政権限を首相と内閣の閣僚たちに委任した最初のイギリス君主であった。時が経つにつれ、君主に代わって行政権限を行使できる仕組みがさらに加えられ、事実上の権力がますます首相の手中にあるようになっていった。このような概念は、ウォルター・バジョットによる『イギリス憲政論』（1876年）で強化され、バジョットは政府の「威厳ある」機能と「効率的な」機能を区別した。君主は国家の中心となるべきであり（「威厳ある」機能）、一方で首相と内閣は実際に行政上の決定を行う（「効率的な」機能）。

## 選挙制度、大臣と官僚
選挙方法は、多くの場合、「国民代表法(イギリス)」に定められている

。 一般的な内閣の官職には、大臣のほか政務次官や政務官なども含まれる。大臣は秘書官によってサポートされ、政府部門は内閣官房長官、首相首席秘書官、事務次官らによって運営される。

## 国家元首の役割
国家元首またはその代理人(総督など) は、立法府の下院または一院制の議院の信任を得ている人物を正式に政府の長に任命し、政府を樹立するよう要請する。これは英国では「キッシング・ハンド」（kissing hands）という儀式で知られている。議会の解散と新しい総選挙の呼びかけは正式には国家元首により行われるが、慣例により、国家元首は政府の長の意向に従って行動する。
大統領、君主、総督は明らかに重要な留保権力を有する場合がある。そのような権力の使用例としては、1975 年のオーストラリア憲法危機や 1926 年のカナダのキング・ビング事件などがある。ラスルズ原則は、それと同様の状況をカバーする慣例を作ろうとする試みであったが、未だ実例で試されたことはない。
成文憲法の違いにより君主、総督、大統領の正式な権限は国によって大きく異なる。しかし、君主や総督は選挙で選ばれる地位ではなく、また大統領も国民による直接選挙で選ばれる地位ではない場合もあるため、彼らの一方的または物議を醸す権力の使用から生じる国民の非難から守られていることが多い。
英連邦王国の多くの国では、君主は通常その国にいないため、総督が正式に君主を代行する。そのような国では、「国家元首」とは具体的に誰を指すのか不明瞭になりうる。

## 内閣政府
ウォルター・バジョットは著書『イギリス憲政論』の中で、憲法を「威厳ある部分」（象徴的な部分）と「効率的な部分」（物事が実際に機能し、遂行される方法）の2つの要素に分けることを強調し、効率的な部分を「内閣政府」と呼んだ。
内閣のメンバーは、政府の政策に対して集団的に責任があるとみなされており、これは「内閣連帯責任」と呼ばれている。すべての内閣の決定は合議による意見の一致により行われ、閣議で投票が行われることはめったにない。上級閣僚であれ下級閣僚であれ、すべての大臣は、個人的には何らかの懸念があるとしても、公的には政府の政策を支持しなければならない。内閣改造が差し迫っている場合、政治家どうしの会話やニュースメディアでは、首相が誰を内閣に入れるか入れないか、誰を外すか外さないかについての憶測に多くの時間が費やされる。なぜなら、内閣への大臣の任命と内閣からの解任の脅威は、ウェストミンスター制度において首相が政府を政治的に統制するために持つ最も強力な憲法上の権限だからである。
政府に属していない野党やその他の主要政党は、影の大臣たちで構成される影の内閣を作って政府組織を模倣することになる。

## 二院制および一院制議会
ウェストミンスター・システムにおいて、国会議員の一部は国民の投票により選出され、他の議員は様々な方法(後述)により任命される。ウェストミンスター・システムを採用するほぼ全ての議会には、イギリスの庶民院に範をとった権限を持つ下院（国より名称はさまざま）があり、地方選出の国民代表で構成される（ただし全国比例代表制のみで選出される唯一の例外を除く）。また、ほとんどの議会には下院よりは小規模な上院があり、下記のような様々な方法で選出された議員で構成される：
- 歴代首相により無期任命された者（終身制または定年制）（カナダ元老院など）
- 首相および野党党首により任命された者（ジャマイカ元老院など）
- 直接選挙（オーストラリア元老院など）
- 選挙人団または地方議会による選挙（インドのラージヤ・サバーなど）
- 世襲貴族（1999年貴族院法までのイギリス貴族院など）
- 上記の組み合わせ（マレーシア元老院など）
- 首相は国民による投票の過半数を獲得していなくても選出されうる。

イギリスでは、下院が事実上の立法機関であり、上院は憲法上の権限の行使を控え、諮問機関としての役割を果たしている。しかし、他のウェストミンスター・システムの諸国では、オーストラリア元老院の場合のように、上院がかなりの権限を行使できることもある。
ウェストミンスター・システムに由来する議会の中には、二つの経緯から一院制となっているものがある：
- ニュージーランド議会、クイーンズランド議会、およびカナダのマニトバ州、ニューブランズウィック州、ノバスコシア州、プリンスエドワード島、ケベック州の議会は上院を廃止した。[11]
- カナダの他のすべての州の議会、マルタ代議院、パプアニューギニア国民議会、香港立法会、イスラエル議会には元から上院がなかった。

### 香港立法会
香港は、かつてはイギリスの植民地であったが、現在は中華人民共和国の特別行政区であり、一院制の立法会を有する。イギリス領オーストラリアや北米植民地の立法会は選挙で選ばれない上院であり、そのうちのいくつかはその後廃止されたが、香港の立法会は一院制の議院としてあり続け、1995年に完全に選挙で選ばれる議院に進化したが、普通選挙で返還される議席は一部に過ぎない。責任政府はイギリスの植民地統治下では決して認められず、1997年の主権移譲で行政長官がその役割を置き換えるまで、総督が政府の長であり続けた。行政各部の長らは引き続き立法会からではなく行政長官により選ばれることになり、その任命には立法会の承認を必要としない。本質的に議会制よりは大統領制に近くなっているが、それでもなお立法会は、議会の権力、特権、免責、調査権など、ウェストミンスター・システムの多くの要素を受け継いでいる。議事録はハンサードと呼ばれ、他の上院と同様に、会議室のテーマカラーは赤である。政府各部門の長やその他の役人は、会議室で議長の右側に着席する。行政長官は、一定の条件下で立法会を解散することができ、例えば、再選された立法会が、自らが署名を拒否した法案を再び可決した場合などには、辞任しなければならない。

## "ワシミンスター・システム"
テムズ川とポトマック川の水は両方ともバーリー・グリフィン湖に流れ込みます。—— ジェームズ・キレン、Farewell Parliament House - Sunday May 8, 1988
オーストラリアの憲法は、多くの点で、アメリカ合衆国憲法の影響と、ウェストミンスター・システムの伝統と慣習、そしていくつかの固有の特徴が融合した独特のものである。オーストラリアが例外的なのは、全ての法案を可決しようとする意志を持つべき上院（ 元老院）が完全に選挙で選ばれた上院であり、これに政府が直面する点である。政府は下院（代議院）で形成されるが、統治には上院の支持が必要である。
オーストラリア元老院は、現政権に対する予算否決権を保持しているという点で異例である。これは、1911年議会法までイギリス貴族院が保持していた権限に類似しているが、それ以降のウェストミンスター・システムでは不可能となっている。予算を否決された政府は、交渉により解決策を決めて予算を回復できない限り、その行動能力が著しく制限される。
そのような状況になると通常は連邦選挙が行われることになる。総督は、厳密に言えば、いつでも連邦政府を解任できるため、予算の否決は、議論の余地はあるものの、政府解任の適切な契機と見なされることがある (1975年のオーストラリア憲法危機など)。これは、(元老院のような上院ではなく)下院の信任を得た政党による政府というウェストミンスター制の伝統に反するため、議論を呼ぶところである。一部の政治学者は、オーストラリアの政治制度は、特にオーストラリア上院が米国の上院のように強力な上院であることから、ウェストミンスター制と米国の政治制度の融合またはハイブリッドとして意図的に考案されたものだと主張している。この概念は「ワシミンスター変異体」というニックネームで表現されている 。上院が予算を阻止する能力は、ほとんどのオーストラリアの州議会にも見られる。
オーストラリアの制度は「半議会制」(Semi-parliamentary system)とも呼ばれている。

## 儀礼
ウェストミンスター・システムは、多くのイギリスの慣習が日常の政府機能に取り入れられており、それが機能するときの儀礼はとても独特の外観を示す。

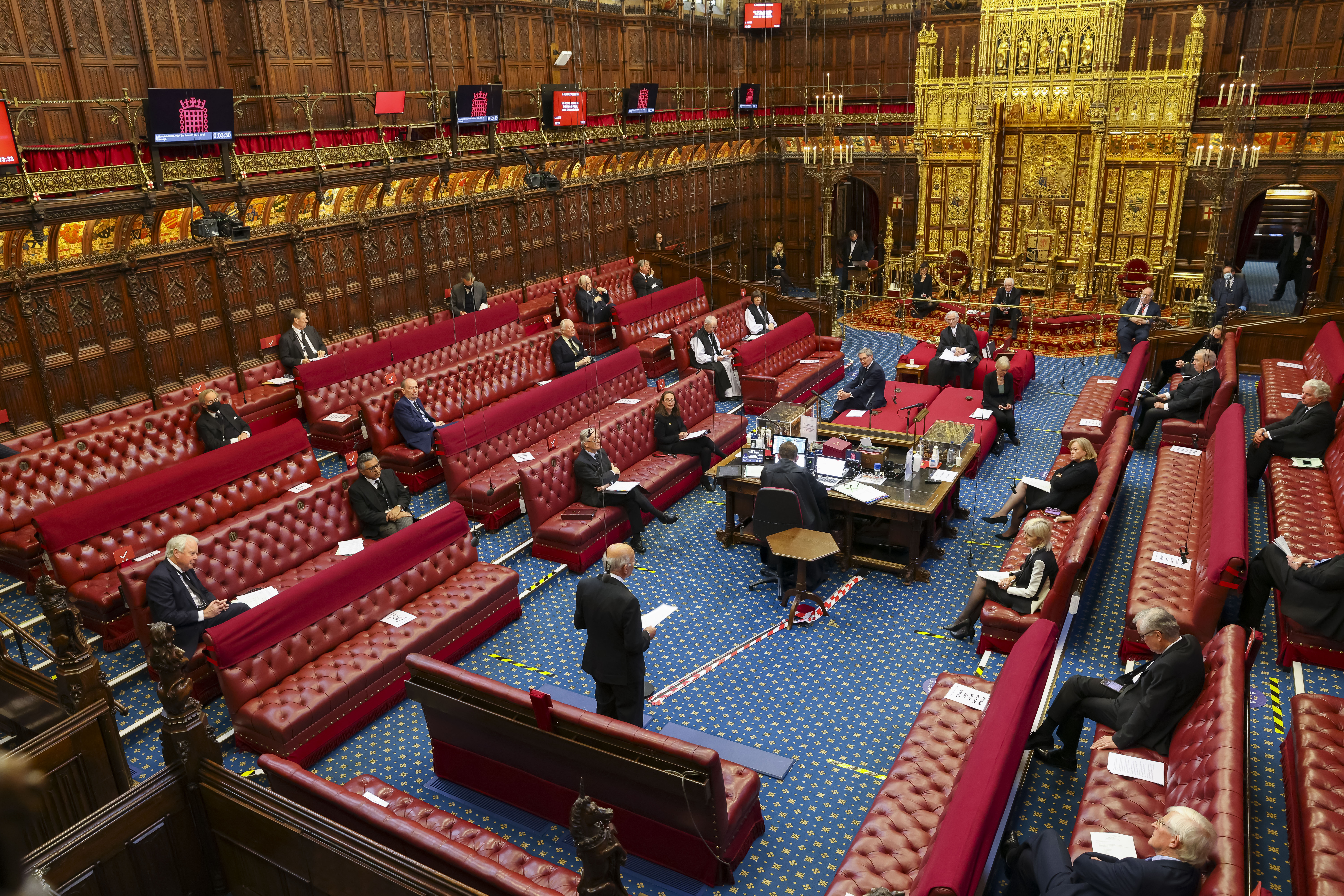
イギリス貴族院

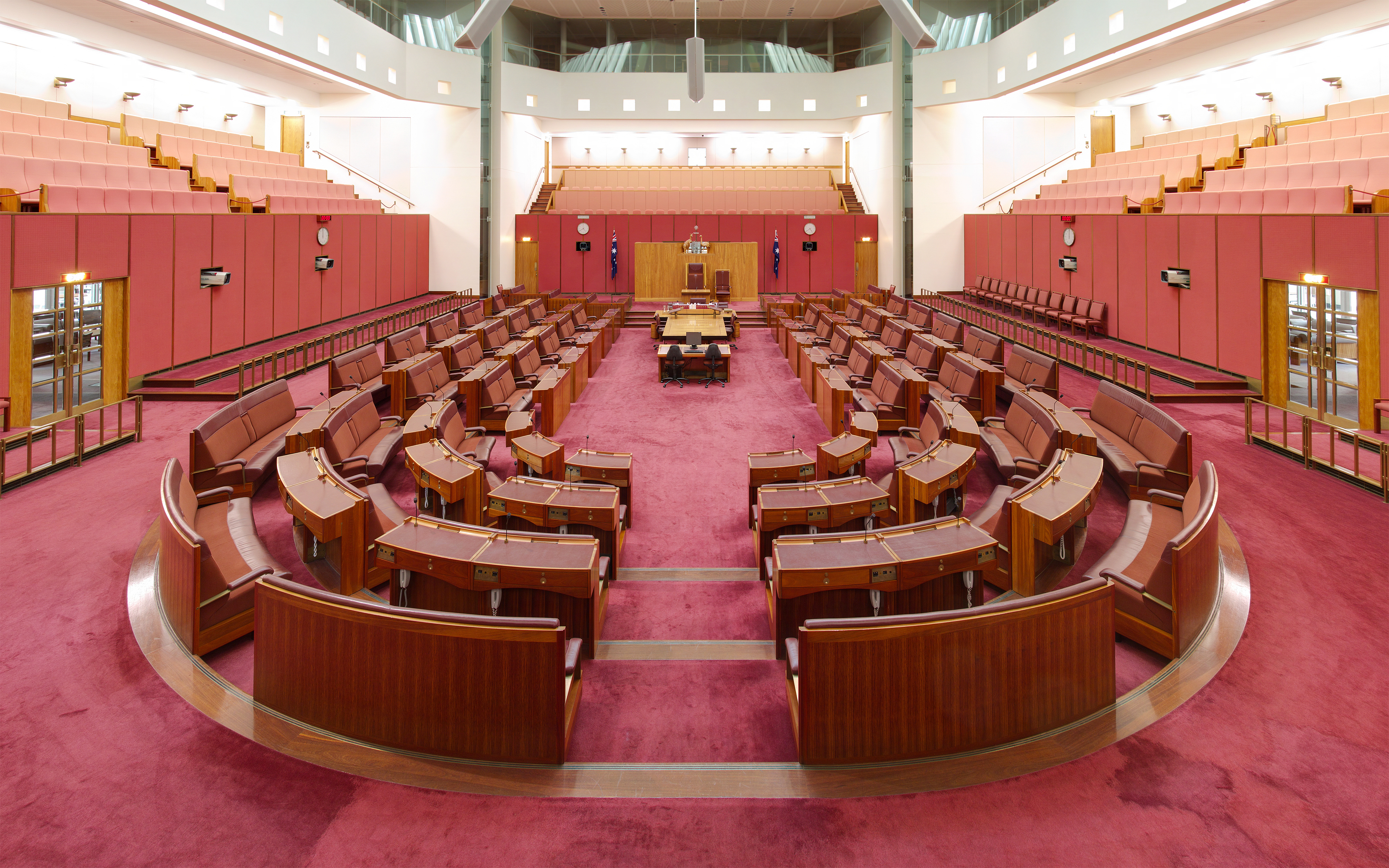
オーストラリア元老院

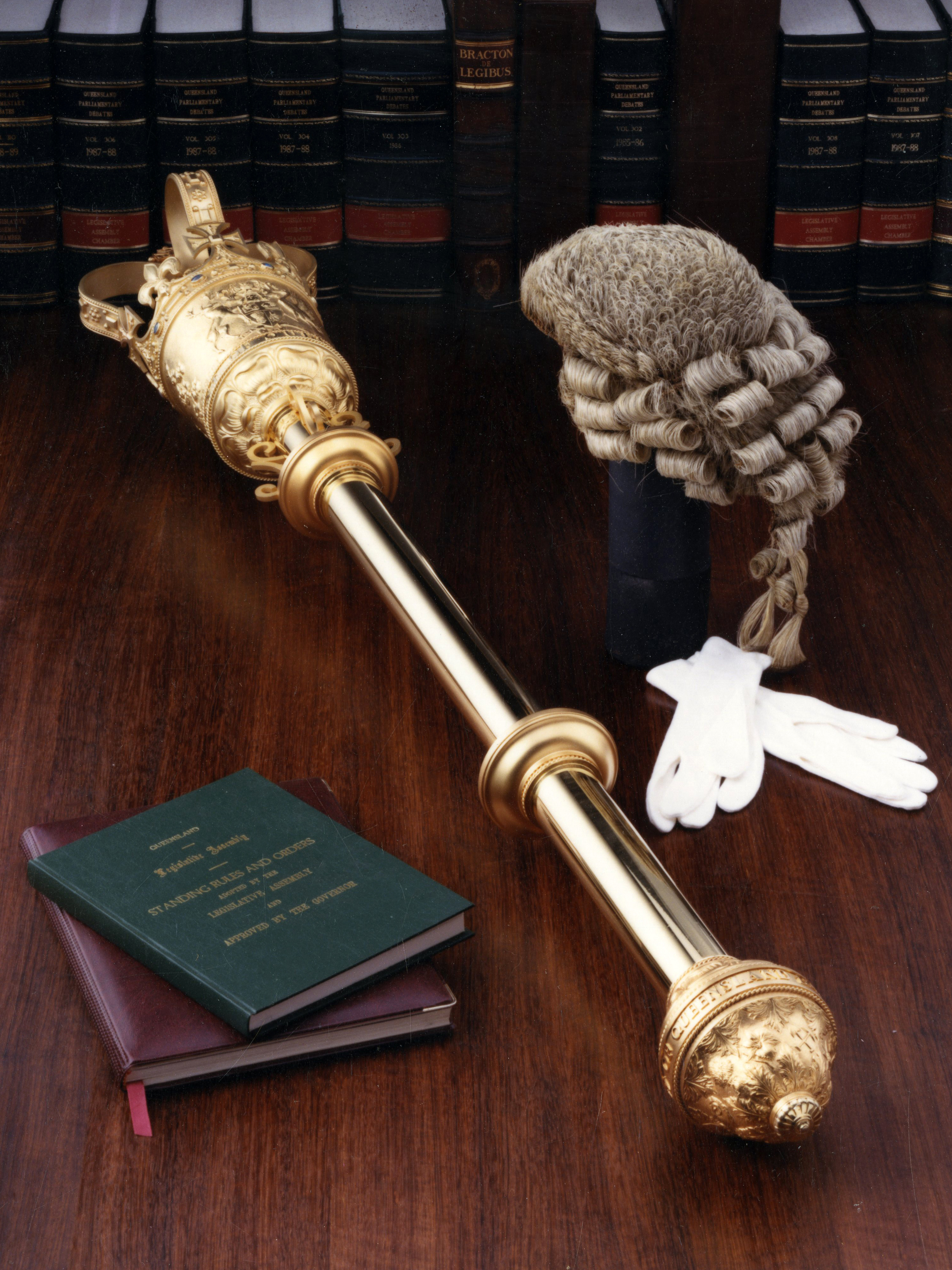
オーストラリアのクィーンズランド議会のメイス(職杖)

ウェストミンスター形式の議会は通常、細長い長方形の部屋で、両側に座席と机が置かれている。多くの議場では、両側の列をつなげる形になっており、議長席から最も遠くになる議場の反対側の端で垂直な座席と机の列を置く形か（英国貴族院やイスラエルのクネセトなど）、または議長席の反対側の端で椅子と机の列が丸みを帯びる形か（オーストラリアの議場、アイルランド、南アフリカ、インドなど）のどちらかである。政府と野党の両方が座る椅子は、左右の列が互いに向き合うように配置されている。この配置は、教会のクワイヤで開かれていた初期の議会に由来すると言われている。伝統的に、野党は一方の側に座り、与党は他方の側に座る。一部の国では、メイス(職杖)は議院のテーブルに置かれる際、与党側に向けて置かれる。ほとんどの多数派政権では、与党の議員の数の方が多くなるため、「野党側」の座席も使用する必要がある。ウェストミンスターの下院（英国の庶民院）では、政府側と野党側の議席の前に床に線が引かれており、議員は議場を出るときにのみ、その線を越えることができる。
部屋の一方の端には、庶民院議長用の大きな椅子が置かれている。議長は通常、黒い法服を着用するが、国によってはかつらをかぶっていることもある。法服を着たクラーク(議院首席職員。各院の事務局トップ)も、左右両側の座席の間にある狭いテーブルに座ることが多い。議場の中央にあるこれらの狭いテーブルは、通常、大臣や下院議員が来て演説するために使われる。
ウェストミンスター制に関連づけられるその他の儀式には、国家元首が議会に対して翌年にどのような政策が期待されるかについて特別の演説（政府が作成）を行う年一回の国王演説（またはそれに相当するもの）や、しばしば大きな儀式用のメイス(職杖)の贈呈を伴う長時間にわたる国会開会式などがある。一部の議会はウェストミンスターの議場の色分けを維持しており、上院は（貴族院に倣って）赤、下院は（庶民院に倣って）緑に関連付けられる。インド、オーストラリア、カナダ、ニュージーランド、バルバドスではそのようになっている。

## 実例
現在、ウェストミンスター・システムと呼べる政治制度を持っている国としては、イギリスのほか、オーストラリア、カナダ、インドなどがある。
過去にウェストミンスター・システムを採用していたが、現在は異なる特徴を持つ国も存在する。ニュージーランドは1996年の選挙から比例代表制を導入し、ウェストミンスター・システムとは言い難くなった。そのほか、南アフリカ共和国、旧ローデシア共和国、ナイジェリアなどでも例が見られた。アメリカ合衆国の政治学者レイプハルトは2005年の著書で、イギリスの制度の影響を強く保持している国としてバルバドスをあげていたが、2021年にバルバドスは君主制廃止し共和制に移行した。
またイギリスにおいても、2011年（2011年議会任期固定法）から2022年（2022年議会解散・召集法）まで首相の下院解散時期決定権が制限されていたなど、制度の変容がみられる。
日本では、完全なウェストミンスター・システムといえる制度は存在したことがないが、その概念は大正デモクラシー期にはじまる憲政の常道に大きな影響を与えたとされる。また1994年の小選挙区比例代表並立制導入の際にも、イギリスの二大政党制を手本とする議論が多く見られた。一方で、過剰な数値目標を伴うマニフェストを作成する政党が現れるなど、ウェストミンスター・システムへの誤解や行き過ぎも見られた。